# Dorothea Schermann
Dorothea Schermann (bezeugt von 1490 bis 1537) war eine Nonne in Basel, die auch als Schreiberin hervortrat.
Dorothea Schermann wurde 1490 als Novizin ins Klarissenkloster Gnadental in Basel aufgenommen. 1515 erscheint sie als Schreiberin und 1518 als Archivarin des Klosters. Nach der Aufhebung des Konvents im Gefolge der Reformation im Jahr 1529 blieb sie im Gegensatz zur Äbtissin Anna Payer, die mit vier Nonnen Aufnahme im Clarissenkloster von Freiburg im Breisgau fand, in Basel und erhielt 1534 von der Stadt eine Abfindung von 100 Gulden.